# سیارک ۱۶۰۱۹
سیارک ۱۶۰۱۹ (به انگلیسی: 16019 Edwardsu، نامگذاری:1999CL69) شانزده هزار و نوزدهمین سیارک کشف شده‌است که در ۱۲ فوریه ۱۹۹۹ کشف شد.
قدر مطلق سیارک برابر ۱۷.۸ است.